# さくら咲く 歴史ある明治座で 20200101 にわにわわいわい 香取慎吾四月特別公演
『さくら咲く 歴史ある明治座で 20200101 にわにわわいわい　香取慎吾四月特別公演』（さくらさく 歴史ある明治座で ニワニワワイワイ にわにわわいわい　香取慎吾四月特別公演）は、香取慎吾の1作目のライブDVD/Blu-ray。
2021年7月9日に新しい地図の公式サイトで発売された。

## 概要
2021年4月9日から4月29日に開催された香取慎吾初のソロステージとなった『ニワニワワイワイ　香取慎吾四月特別公演』（※省略）4月18日に開催された明治座公演の模様が映像に収められている。
元々、2020年4月29日に「20200429 PARTY!」の開催が予定されていたが、緊急事態宣言により中止になってしまった。それから1年後、当ステージが決定し、声出し禁止のステージとなった。
千秋楽の4月29日は新型コロナウイルス感染拡大の影響により、ABEMAでの無観客配信となった。
約5年後の2025年4月19日には、「香取慎吾×WOWOW 3カ月連続特集」として、WOWOWで配信した。

## 収録内容

### 本編映像
Blu-rayではDISC1に本編映像と特典映像。
DVDではDISC1に本編映像。DISC2に特典映像。
1. Metropolis
2. Prologue
3. Now & Forever
4. ビジネスはパーフェクト
5. OKAY
6. 10％
7. Theme of JANTJE_ONTEMBAAR_2021
8. Trap
9. FATE CITY[注 1]
10. I'm so tired
11. welp
12. 夜に駆ける[注 2]
13. 香水 [注 3]
14. 逢いたいボタン[注 4]
15. 新しい詩[注 5]
16. Neo
17. 嫌気がさすほど愛してる
18. FUTURE WORLD
19. Anonymous

### 特典映像
1. Documentary

## ステージ
ライブ名は『さくら咲く 歴史ある明治座で 20200101 にわにわわいわい 香取慎吾四月特別公演』。ソロオリジナルアルバム『20200101』を引っ提げての1会場で18公演が行われたステージとなった。

### 開催日時・会場
|        | 開催日時 | 開演時間     | 会場   |
| 2021年 | 2021年   | 2021年       | 2021年 |
| ------ | -------- | ------------ | ------ |
| 1      | 4月9日   | 17:00        | 明治座 |
| 1      | 4月10日  | 14:00        | 明治座 |
| 1      | 4月11日  | 13:00・17:30 | 明治座 |
| 1      | 4月13日  | 14:00        | 明治座 |
| 1      | 4月14日  | 17:00        | 明治座 |
| 1      | 4月15日  | 14:00        | 明治座 |
| 1      | 4月16日  | 14:00        | 明治座 |
| 1      | 4月17日  | 14:00        | 明治座 |
| 1      | 4月18日  | 13:00・17:30 | 明治座 |
| 1      | 4月20日  | 14:00        | 明治座 |
| 1      | 4月21日  | 17:00        | 明治座 |
| 1      | 4月22日  | 14:00        | 明治座 |
| 1      | 4月23日  | 14:00        | 明治座 |
| 1      | 4月24日  | 14:00        | 明治座 |
| 1      | 4月25日  | 13:00・17:30 | 明治座 |
| 1      | 4月27日  | 14:00        | 明治座 |
| 1      | 4月28日  | 17:00        | 明治座 |
| 1      | 4月29日  | 14:00        | 明治座 |

※4月27日、28日は「緊急事態宣言」を受け、公演中止となった。
※4月29日は「新型コロナウイルス」の拡大により、無観客配信となった。